# Bizanț
Bizanț sau Bizanțiu (în greacă: Βυζάντιον, Byzantion) a fost un oraș grecesc antic din antichitatea clasică care a devenit cunoscut sub numele de Constantinopol în antichitatea târzie, după 1929 Istanbul. Numele grecesc Byzantion și latinizarea sa Byzantium au continuat să fie folosite sporadic ca nume ale Constantinopolului și în grade diferite în timpul existenței de o mie de ani a Imperiului Bizantin. Bizanțul a fost colonizat de grecii din Megara în 657 î.Hr. și a rămas în primul rând vorbitor de limbă greacă până la cucerirea sa de către Imperiul Otoman în 1453 d.Hr.
Fondatorul Byzantionului, Byzas, a fost fiul regelui mitologic Nisos sau Nisus din Megara.

## Etimologie
Etimologia sa este necunoscută. S-a sugerat că numele este de origine traco-ilirică. Poate fi derivat din numele personal trac sau ilir Byzas. Legenda greacă veche se referă la regele Byzas, liderul coloniștilor megarieni și fondatorul orașului.
Numele Lygos dat orașului, care corespunde probabil unei așezări tracice anterioare, este menționat de Pliniu cel Bătrân în Istoria naturală.

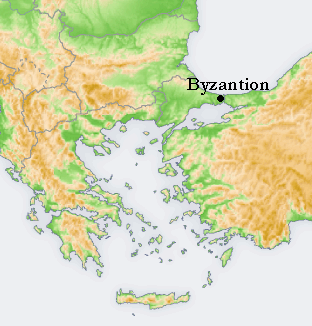
Localizarea așezării

## Istorie
Originile Bizanțului sunt învăluite în legendă. Legenda tradițională spune că Byzas din Megara (un oraș-stat de lângă Atena) a fondat Bizanțul în anul 667 î.Hr. atunci când a navigat spre nord-est, dincolo de Marea Egee. Tradiția spune că Byzas, fiul regelui Nisos (Νίσος), a planificat să găsească o colonie a orașului grecesc dorian Megara. Byzas a consultat oracolul lui Apollo din Delphi, care l-a instruit pe Byzas să se stabilească vizavi de „Țara orbilor”. Conducând un grup de coloniști megarieni, Byzas a găsit un locație unde Cornul de Aur, un mare port natural, se întâlnește cu Bosforul și se varsă în Marea Marmara, vizavi de orașul Calcedon (actualul Kadıköy). El i-a considerat pe locuitorii din Calcedon orbi deoarece nu și-au dat seama de avantajele pe care le avea pământul din partea europeană a Bosforului asupra părții asiatice. În 667 î.Hr. el a fondat Bizanțul în partea europeană, îndeplinind astfel cerințele oracolului din Delphi.
Bizanțul a fost în principal un oraș comercial, datorită așezării sale lângă singura intrare în Marea Neagră. Bizanțul a cucerit mai târziu ul Calcedon, dincolo de Bosfor pe partea asiatică.
Orașul a fost cucerit de Imperiul Persan în timpul campaniei împotriva sciților (513 î.Hr.) a regelui Darius I (domnie 522–486 î.Hr.) și a fost adăugat provinciei administrative Skudra. Cu toate că stăpânirea asupra orașului ahemenid nu a fost niciodată la fel de stabilă în comparație cu cea din alte orașe din Tracia, a fost considerat, împreună cu Sestos, unul dintre cele mai importante porturi ahemenide de pe coasta europeană a Bosforului și Hellespontului.
Bizanțul a fost asediat de forțe grecești în timpul războiului peloponesiac. Ca parte a strategiei Spartei de a întrerupe aprovizionarea cu cereale către Atena în timpul asediului Atenei, Sparta a preluat controlul orașului în 411 î.Hr., pentru a face ca atenienii să se supună. Armata ateniană a preluat ulterior orașul în 408 î.Hr., când spartanii s-au retras.
La sfârșitul perioadei elenistice sau romane timpurii (secolul I î.Hr.), steaua și semiluna au fost asociate într-o oarecare măsură cu Bizanțul; chiar dacă simbolul a fost mai mult utilizat ca emblemă regală a lui Mitridates al VI-lea Eupator (care pentru o vreme a încorporat orașul în imperiul său, Pontus).
Unele monede bizantine (din Bizanț) din secolul I î.Hr. și de mai târziu înfățișează capul lui Artemis cu arc și tolbă și o semilună cu ceea ce pare a fi o stea cu opt raze pe revers.
Cultul zeiței Hecate a fost favorizat în special de locuitorii Bizanțului antic pentru ajutorul ei în a-i fi protejat de incursiunile lui Filip al Macedoniei. Simbolurile ei erau semiluna și steaua, iar zidurile orașului ei erau obârșia ei.

### Perioada romană timpurie
Bizanțul a fost relativ lipsit de importanță în perioada romană timpurie. Contemporanii l-au descris ca fiind bogat, bine populat și bine întărit, dar această bogăție s-a terminat datorită sprijinului pe care l-a acordat lui Pescennius Niger (împărat roman în 193–194) în războiul său împotriva lui Septimius Sever (domnie 193–211). Potrivit relatării lui Dio Cassius (Istoria romană, 75.10-14), orașul a rezistat forțelor lui Severus timp de trei ani, până în 196, iar locuitorii săi au aruncat chiar și cu statui din bronz asupra asediatorilor când au rămas fără alte proiectile. Severus a pedepsit dur orașul: zidurile puternice au fost demolate și orașul a fost privat de drepturile sale civice, fiind transformat într-un simplu sat dependent de Heraclea Perinthus. Cu toate acestea, apreciind importanța strategică a orașului, Severus l-a reconstruit în cele din urmă și l-a înzestrat cu numeroase monumente, inclusiv un hipodrom și băile lui Zeuxippus, precum și ziduri noi, situate la aproximativ 300-400 m la vest de cele vechi. Se cunosc puține despre Zidul lui Sever, cu excepția unei scurte descrieri a lui Zosimos (Noua Istorie, II.30.2–4) și că poarta sa principală era situată la capătul unui bulevard cu porticuri (prima parte a drumului Via Mesa ulterior) și cu puțin înainte de intrarea în Forumul lui Constantin de mai târziu. Zidul pare să fi fost extins din apropierea podului modern Galata din cartierul Eminönü spre sud, pe lângă moscheea Nuruosmaniye, pentru a se curba în jurul zidului sudic al Hipodromului și apoi continua spre nord-est pentru a se întâlni cu vechile ziduri de lângă Bosfor. Patria Constantinopolului (în greacă: Πάτρια Κωνσταντινουπόλεως), o colecție de lucrări istorice bizantine târzii, menționează, de asemenea, existența unui alt zid în timpul asediului Bizanțului de către Constantin cel Mare (domnie 306–337) în timpul conflictului acestuia din urmă cu Licinius (domnie 308–324), în 324. Textul menționează că un zid (proteichisma) se întindea până în apropierea Philadefionului, piața situată în mijlocul orașului lui Constantin de mai târziu, sugerând extinderea orașului dincolo de Zidul lui Sever în aceea perioadă.
La fel ca Severus înaintea lui, Constantin a început să pedepsească orașul pentru că a fost de partea rivalului său pe care l-a învins, dar curând și-a dat și el seama de avantajele locului în care se afla Bizanțul. În perioada 324–336, orașul a fost complet reconstruit și a fost inaugurat la 11 mai 330 sub denumirea de „Noua Romă” sau „A doua Romă”. În cele din urmă, orașul a fost denumit din ce în ce mai frecvent Constantinopol, „Orașul lui Constantin”, ca o dedicație a fondatorului său (în greacă: Κωνσταντινούπολις, Konstantinoupolis). Noua Romă a fost protejată de un nou zid de aproximativ 2,8 km lungime (15 stadii) construit la vest de zidul lui Sever.

### Imperiul Roman de Răsărit
Constantinopolul a fost capitala Imperiului Bizantin (Imperiul Roman de Răsărit) din 330 în 1204 și din 1261 până în 1453, cu o pauză în care a fost capitala cruciaților care au fondat Imperiul Latin.
Această combinație de imperialism și localizare a afectat rolul Constantinopolului ca legătură între Europa și Asia. A fost un centru comercial, cultural și diplomatic și, timp de secole, a fost capitala Imperiului Bizantin, care a decorat orașul cu numeroase monumente, unele încă în picioare astăzi. Prin poziția sa strategică, Constantinopolul a controlat principalele rute comerciale dintre Asia și Europa, precum și trecerea din Marea Mediterană la Marea Neagră. Locuitorii și împărații bizantini nu au agreat prezența unei mari forțe militare permanente, astfel uriașe sume de bani au fost investite în construcția și reparația unor ziduri de apărare. După cum a remarcat istoricul John Haldon⁠(d), „cu condiția ca porțile să fie securizate și apărarea să aibă o forță minimă, orașul a fost în siguranță împotriva forțelor foarte mari în perioada de dinaintea apariției prafului de pușcă”.

### Imperiul Otoman și Turcia
La 29 mai 1453, orașul a căzut în mâinile turcilor otomani și a devenit din nou capitala unui stat puternic, Imperiul Otoman. Turcii au numit orașul Istanbul (deși nu a fost redenumit oficial până în 1930); numele derivă din „eis tēn Polin” (din greacă, cu sensul de „către oraș”). Până în prezent, acesta rămâne cel mai mare și mai populat oraș din Turcia, cu toate că Ankara este capitala turcă.